# Новоозерне (Болградський район)
Новоозе́рне — село Криничненської сільської громади, в Болградському районі Одеської області України. Населення становить 152 особи.

## Історія
20 червня 2020 року, село увійшло до складу Криничненської сільської громади, до цього органом місцевого самоврядування була Озерненська сільська рада.

## Населення
Згідно з переписом 1989 року населення села становило 258 осіб, з яких 116 чоловіків та 142 жінки.
За переписом населення 2001 року в селі мешкало 188 осіб.

### Мова
Розподіл населення за рідною мовою за даними перепису 2001 року:
| Мова       | Відсоток |
| ---------- | -------- |
| російська  | 62,23 %  |
| румунська  | 22,34 %  |
| болгарська | 11,17 %  |
| українська | 1,6 %    |
| гагаузька  | 1,06 %   |